# Rosselpitta
De rosselpitta (Erythropitta meeki)  is een vogelsoort uit de familie van pitta's (Pittidae). De vogel werd in 1898 door Lionel Walter Rothschild als Pitta meeki beschreven. De wetenschappelijke naam is een eerbetoon aan de verzamelaar Albert Stewart Meek. Deze pitta wordt ook wel als een ondersoort van de Filipijnse pitta of roodbuikpitta (Erythropitta erythrogaster sensu lato) opgevat. 

## Kenmerken
De vogel is 16 tot 18 cm lang. Deze pitta is wat doffer van kleur en is in plaats van bruin meer grijsachtig op de keel en heeft een vrij brede zwarte borstband, maar verschilt verder weinig van de Filipijnse pitta.

## Verspreiding en leefgebied
Het is een endemische vogelsoort van Rossel, uit de eilandengroep de Louisiaden (Papoea-Nieuw-Guinea). De vogel wordt in het laagland niet meer waargenomen. Er is een vermoeden dat in hoger op gelegen ongerept tropisch bos de soort nog te vinden is.